# Selhurst Park
Selhurst Park és un recinte esportiu situat a la ciutat de Londres, Anglaterra, Regne Unit. En ell disputa els seus partits com a local el Crystal Palace Football Club de la Premier League anglesa. Va ser inaugurat el 1924. L'estadi també va acollir partits de futbol als Jocs Olímpics d'Estiu de 1948.